# Готська церква Святої Агати
Го́тська це́рква Свято́ї Ага́ти (лат. Ecclesia Sanctae Agathae Gothorum, італ. Chiesa di Sant'Agata dei Goti) — католицька церква в Італії, в Римі. Споруджена в IV столітті на пагорбі Вімінал у Римі. Згодом передана Ріцімером готам-аріанам. Переосвячена папою Григорієм I на честь мучениці святої Агати. Також — Го́тська церква (лат. Ecclesia Gothorum), Це́рква Свято́ї Ага́ти в Субурі (лат. Ecclesia Sanctae Agathae in Suburra).

## Історія
Церква під назвою Sant'Agata in Capite Subura була побудована в IV столітті та називалась за районом перебування в Римі — Субура.
У V столітті за часів Magister militum Рима — Ріцімера, служила готам, прихильникам аріанства.
Папа Григорій I освятив церкву заново за католицьким обрядом у 592 році, однак назва готська збереглася. У XVII столітті церква перебудована в стилі бароко. На сьогодні збереглися античні гранітні колони у внутрішньому дворику, мозаїчна підлога (у стилі косматеско, XII–XIII ст.) та мармуровий вівтар.
Фасад церкви роботи Франческо Феррарі (1729), та романська кампаніла збереглася з XII століття.

## Галерея

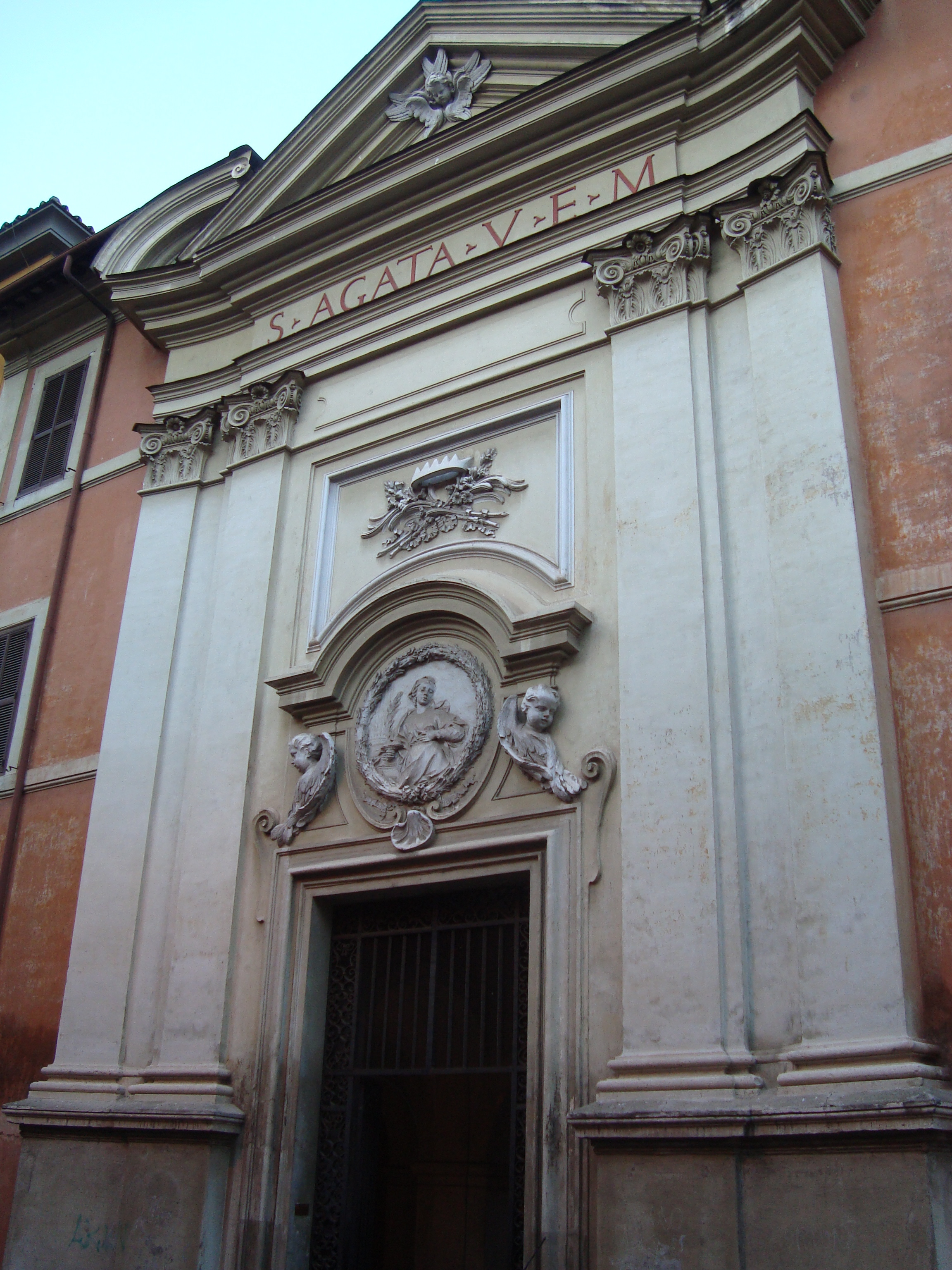
Фасад
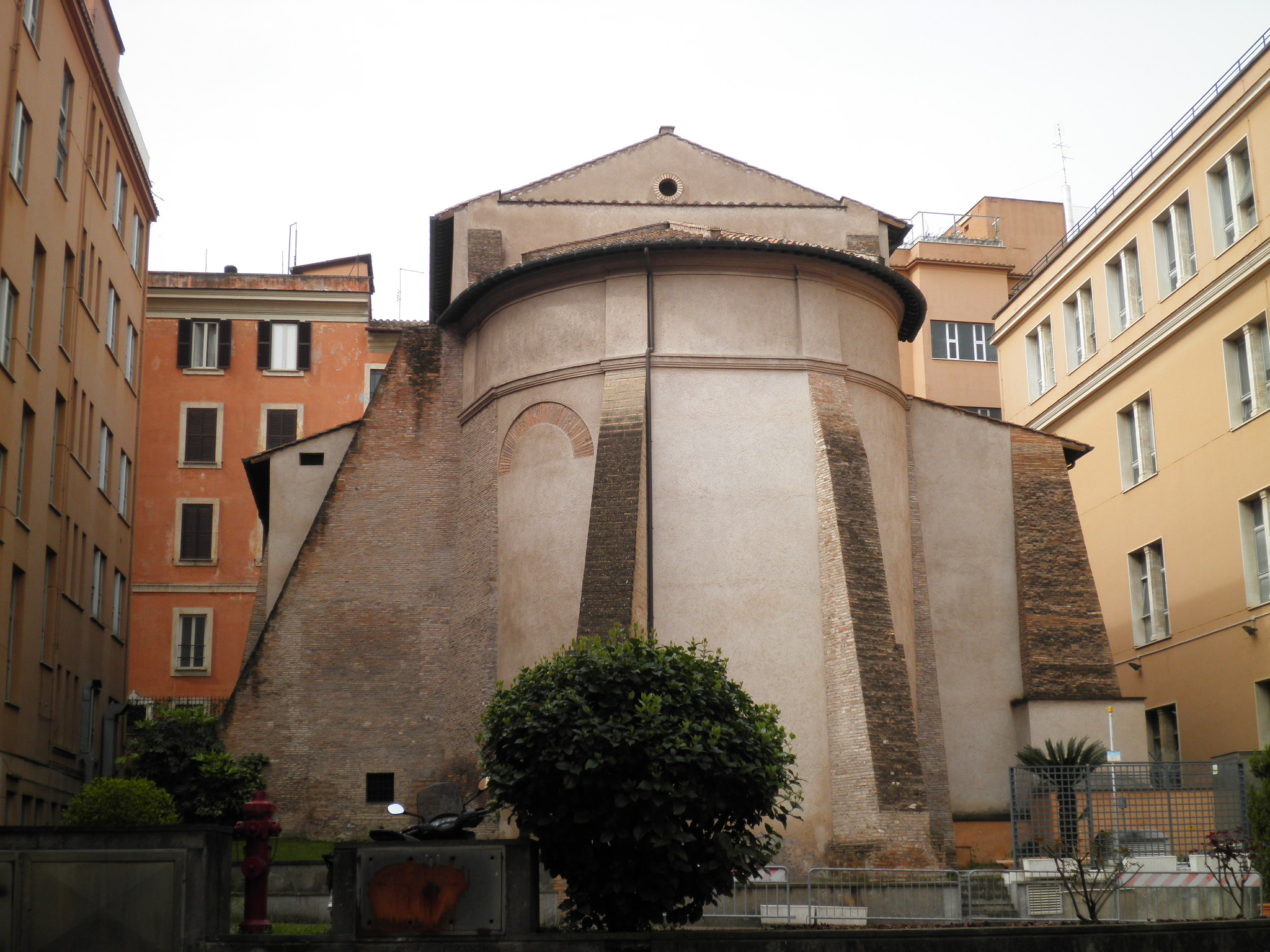
Апсида
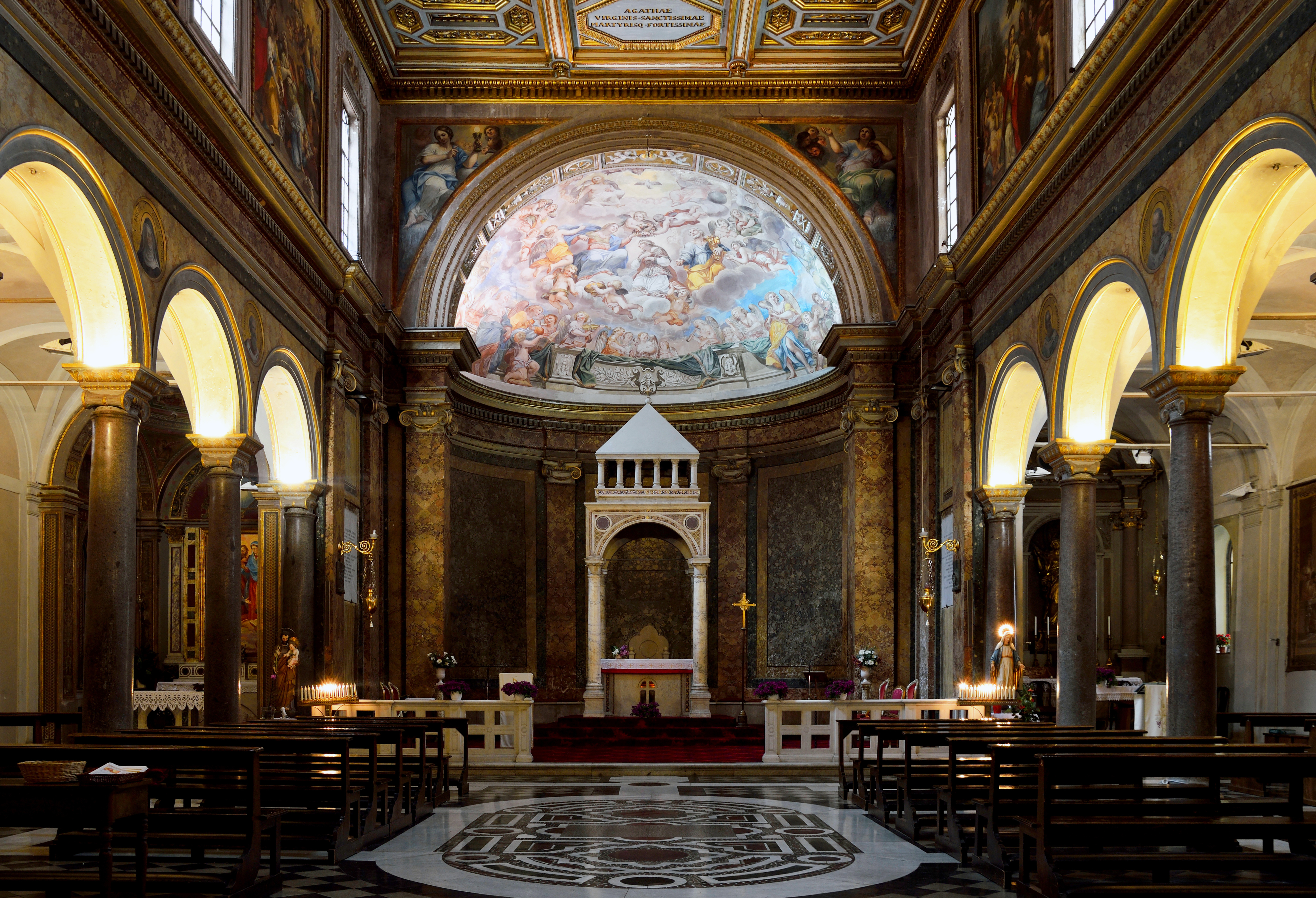
Інтер'єр
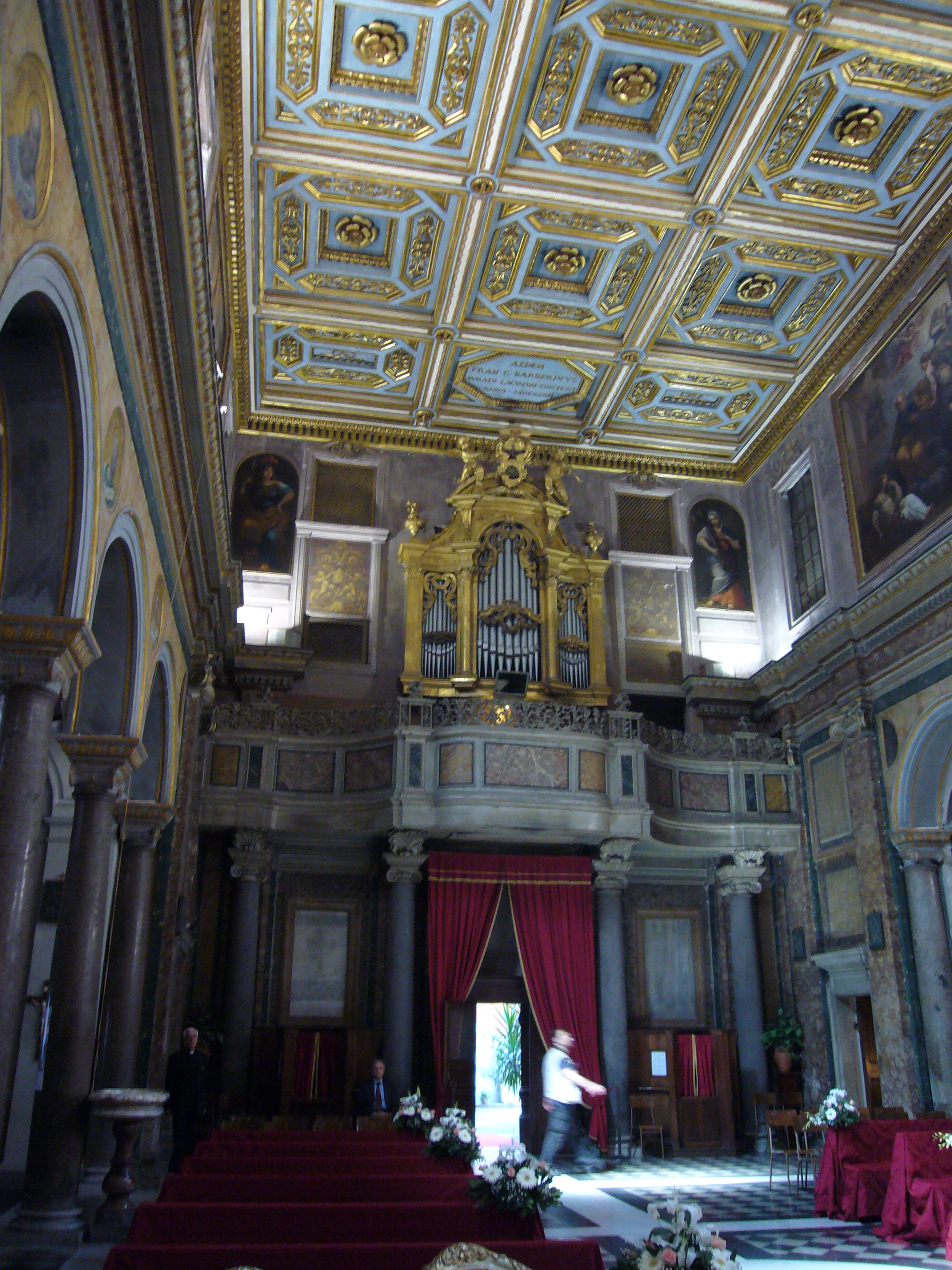
Стеля, орган
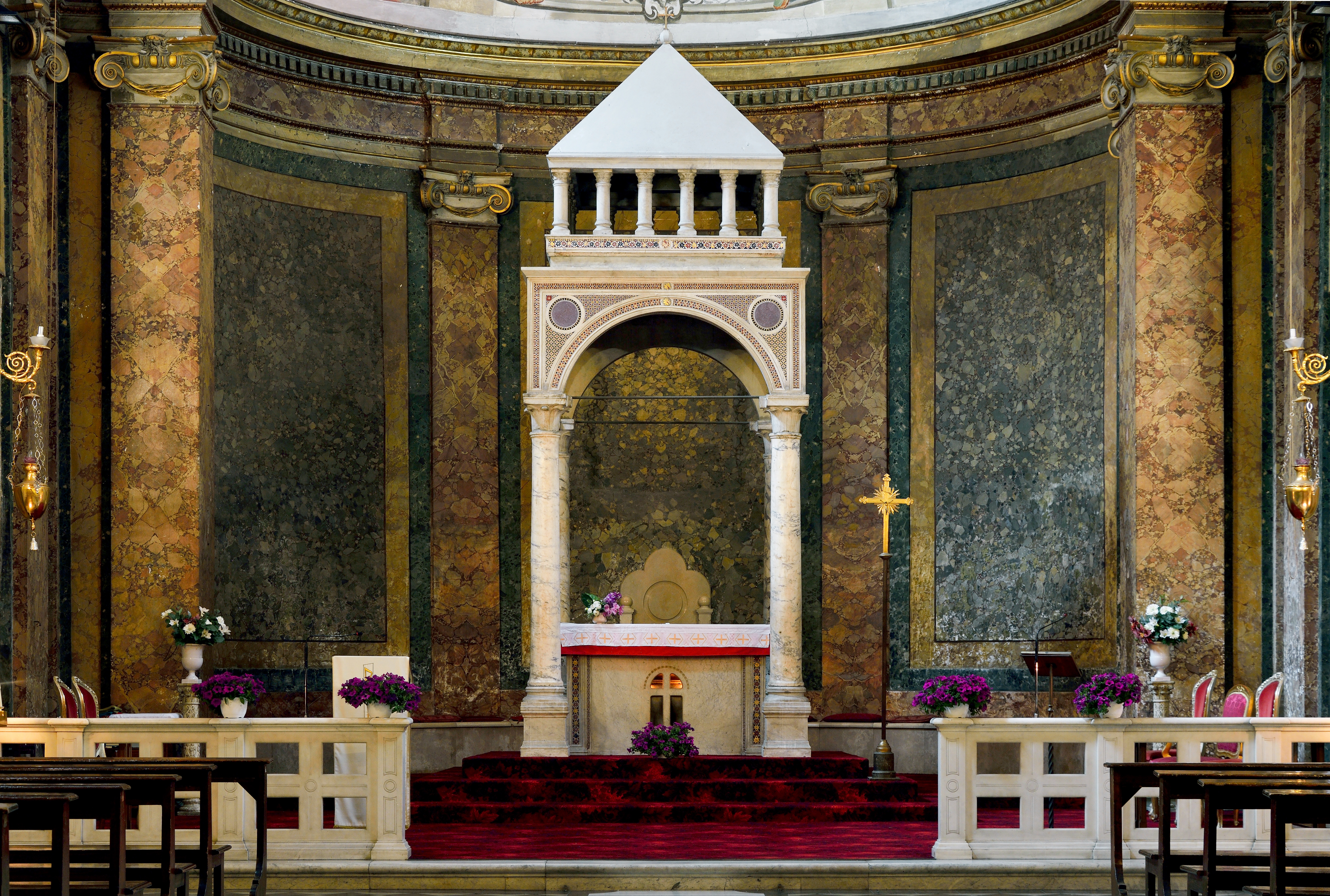
Вівтар

## Титулярна діаконія
Готська церква святої Агати є титулярною дияконією; кардиналом-дияконом з титулом Сант-Агата-дей-Готі, з 20 листопада 2010 року є американський кардинал Реймонд Лео Берк.